# Liste der Biografien/Zl
Liste der Biografien |
Portal Biografien |
Personensuche
# |
A |
B |
C |
D |
E |
F |
G |
H |
I |
J |
K |
L |
M |
N |
O |
P |
Q |
R |
S |
T |
U |
V |
W |
X |
Y |
Z |
?
 
Za |
Zb |
Zc |
Zd |
Ze |
Zf |
Zg |
Zh |
Zi |
Zj |
Zk |
Zl |
Zm |
Zn |
Zo |
Zr |
Zs |
Zu |
Zv |
Zw |
Zy |
Zz
Die Liste der Biografien führt alle Personen auf, die in der deutschsprachigen Wikipedia einen Artikel haben. Dieses ist eine Teilliste mit 45 Einträgen von Personen, deren Namen mit den Buchstaben „Zl“ beginnt.

## Zl

### Zla
- Žlábek, Karel (1900–1984), tschechoslowakischer Ökonom
- Žlábek, Karel (1902–1983), tschechoslowakischer Mediziner und Anthropologe
- Zlamal, Alexander (* 1973), österreichischer Komponist und Sounddesigner
- Zlamal, Wilhelm (1915–1995), tschechischer Maler deutscher Nationalität
- Zlámal, Zdeněk (* 1985), tschechischer Fußballtorhüter
- Zlámalík, Martin (* 1982), tschechischer Cyclocrossfahrer
- Zlatanović, Arsenije (* 1989), serbischer Tennisspieler
- Zlatarić, Dinko (1558–1613), kroatischer Poet und Übersetzer der Renaissance
- Zlatarits, Karl (1877–1970), österreichischer Politiker (SDAP), Landtagsabgeordneter im Burgenland
- Zlatić, Andrija (* 1978), serbischer Sportschütze
- Zlatičanin, Dejan (* 1984), montenegrinischer Boxer
- Zlatkauskas, Karolis (* 1985), litauischer Biathlet
- Zlatkin-Troitschanskaia, Olga (* 1976), russische Wirtschaftspädagogin und Hochschullehrerin
- Zlatkov, Toni (* 1966), nordmazedonischer Fußballspieler
- Zlatkow, Daniel (* 1989), bulgarischer Fußballspieler
- Zlatňanský, Jozef (1927–2017), slowakischer Geistlicher und Kurienbischof der römisch-katholischen Kirche
- Zlatnik, Franz Josef (1871–1933), österreichischer Schriftsteller
- Zlatnik, Krystof (* 1980), deutscher Regisseur
- Zlatníková, Kateřina (1939–2013), tschechische Musikerin
- Zlatuschka, Josef (1879–1954), österreichischer Maler

### Zli
- Zlinszky, János (1928–2015), ungarischer Rechtswissenschaftler, Rechtshistoriker, Verfassungsrichter und Hochschullehrer

### Zlo
- Zlobec, Ciril (1925–2018), jugoslawischer bzw. slowenischer Autor, Dichter, Essayist, Anthologe, Übersetzer, Journalist und PolitikerCiril Zlobec (1925–2018)

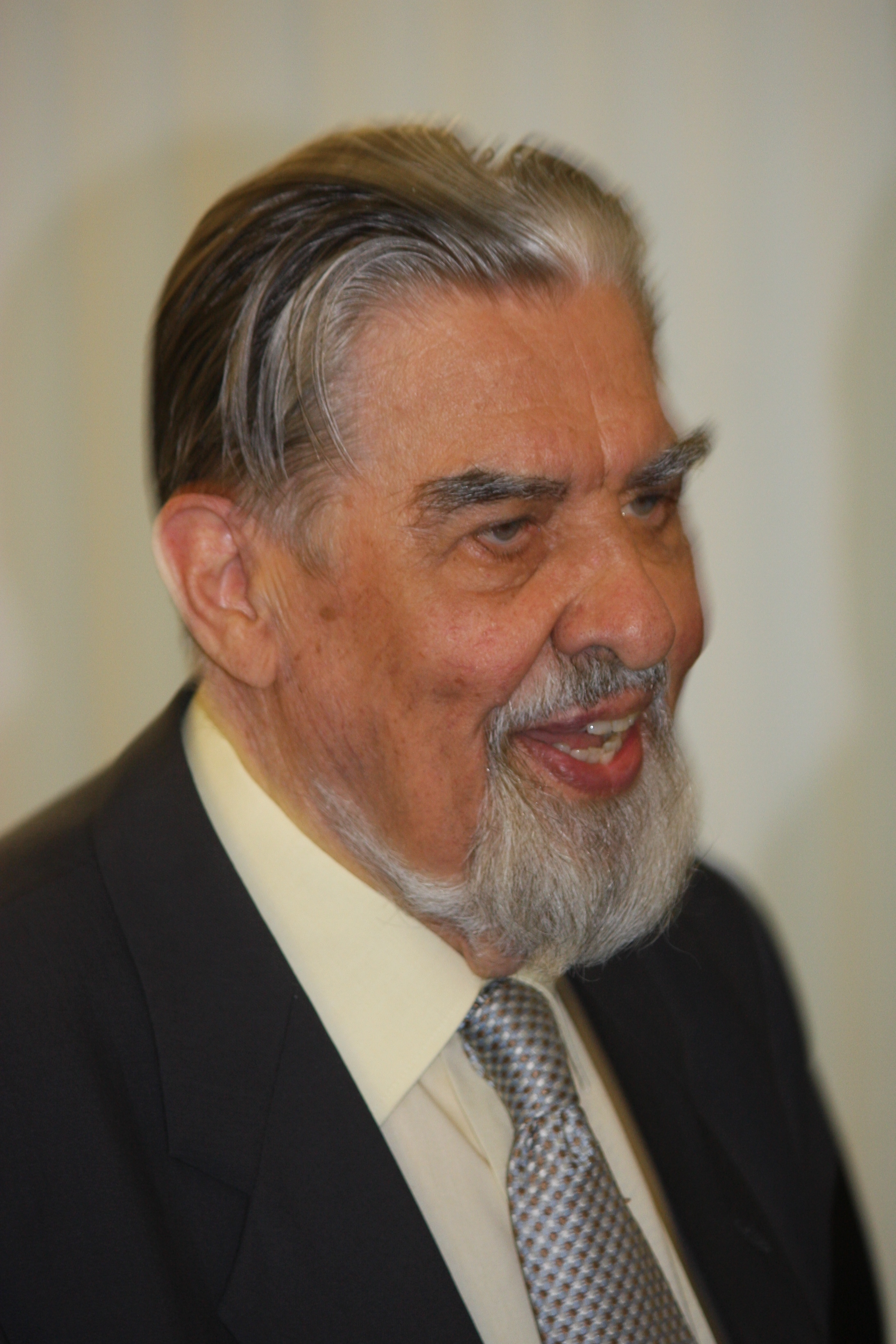
Ciril Zlobec (1925–2018)

- Zloch, Merit (* 1975), deutsche Musikerin
- Zloch, Stephanie (* 1975), deutsche Historikerin und Hochschullehrerin
- Zlocha, Erika (* 1939), österreichische Schauspielerin und Tänzerin
- Zlocha, Ján (1942–2013), tschechoslowakischer Fußballspieler
- Zlochová, Zuzana (* 1990), slowakische Tennisspielerin
- Zlocisti, Theodor (1874–1943), deutsch-israelischer Arzt und Zionist
- Zloczow, Jechiel Michael von († 1786), chassidischer Rabbiner und einer der frühen Förderer des Chassidismus in Galizien
- Zloczower, Ralph (* 1933), Zentralpräsident des Schweizerischen Fussballverbands
- Zlof, Dieter (* 1942), deutscher Krimineller, Oetker-Entführer
- Žlogar, Anton (* 1977), slowenischer Fußballspieler
- Zlomislić, Damir (* 1991), bosnisch-herzegowinischer Fußballspieler
- Zlonicky, Peter (* 1935), deutscher Architekt, Stadtplaner und Hochschullehrer
- Zlonitzky, Eva (* 1931), deutsche Schauspielerin
- Zlotin, Daniel (* 1984), ukrainischer Regisseur, Produzent, Kameramann und FilmeditorDaniel Zlotin (* 1984)

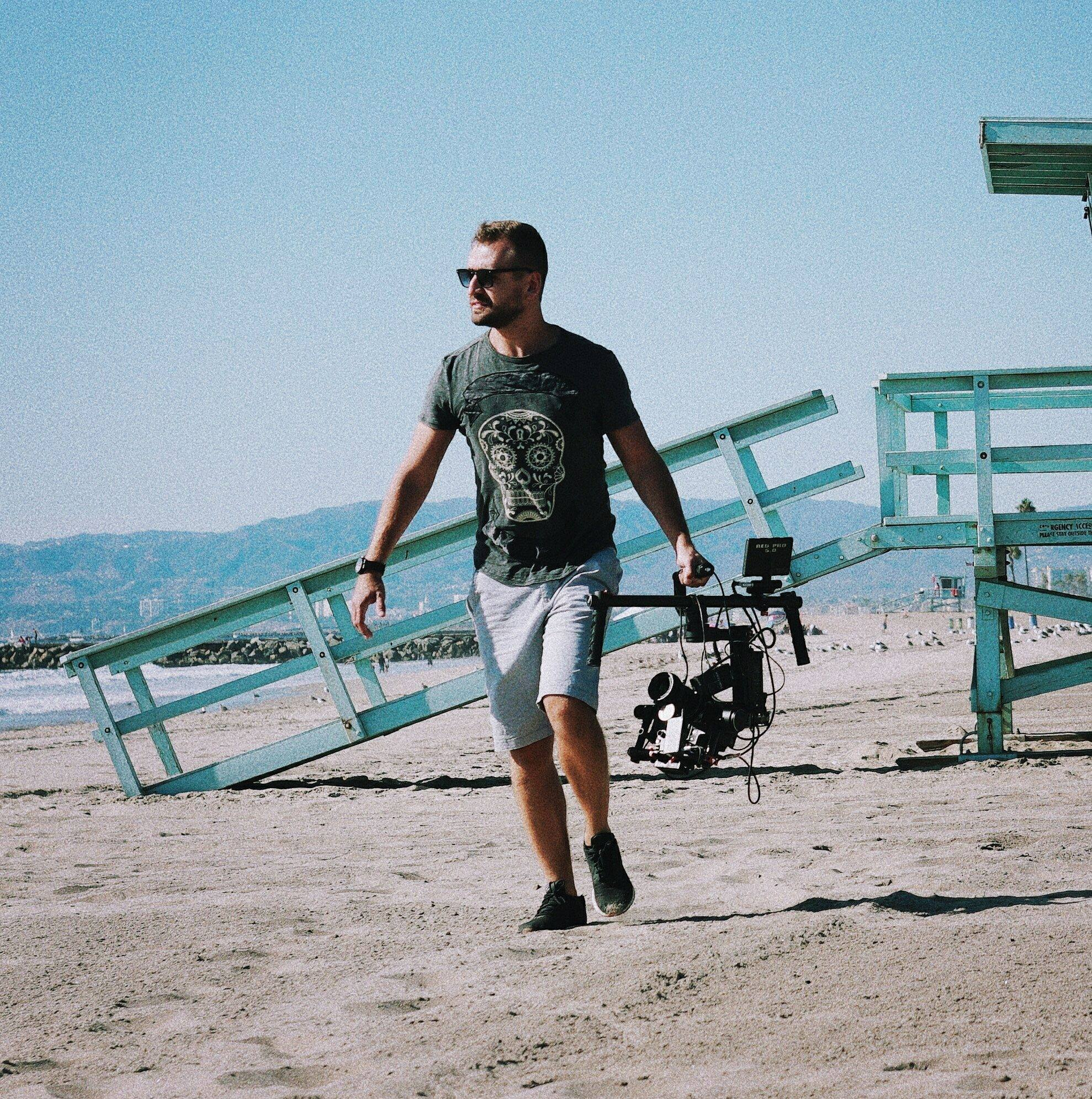
Daniel Zlotin (* 1984)

- Złotkowska, Luiza (* 1986), polnische Eisschnellläuferin
- Zlotnik, Albert (* 1954), Immunologe und Molekularbiologe
- Zlotoff, Lee David (* 1954), US-amerikanischer Filmproduzent, Drehbuchautor und Regisseur
- Zlotovskaya, Anna (* 1967), russische Violinistin
- Złotowski, Kosma (* 1964), polnischer Politiker, Mitglied von Senat, Sejm und Europaparlament
- Zlotowski, Mischa (* 1982), deutscher Basketballspieler
- Zlotowski, Rebecca (* 1980), französische Filmregisseurin und Drehbuchautorin
- Zlotykamien, Gérard (* 1940), französischer Graffiti-Künstler

### Zlu
- Zluhan, Walter (1885–1969), deutscher Kunsthändler